# 1968년 동계 올림픽 덴마크 선수단
1968년 동계 올림픽 덴마크 선수단은 오스트리아 인스브루크에서 개최된 1968년 동계 올림픽에 참가한 올림픽 덴마크 선수단이다. 총 3명의 선수가 크로스컨트리 한 종목에 출전하였으나 메달 획득에는 실패하였다.

## 크로스컨트리
남자
| 종목 | 선수        | 기록      | 기록 |
| 종목 | 선수        | 시간      | 순위 |
| ---- | ----------- | --------- | ---- |
| 15km | 아폴로 린게 | 1'00:34.8 | 67   |
| 15km | 스벤 카를센 | 56:09.5   | 57   |
| 30km | 아폴로 린게 | 1'55:40.0 | 62   |
| 30km | 스벤 카를센 | 1'50:51.8 | 53   |

여자
| 종목  | 선수            | 기록    | 기록 |
| 종목  | 선수            | 시간    | 순위 |
| ----- | --------------- | ------- | ---- |
| 5km   | 키르스텐 카를센 | 19:56.6 | 34   |
| 10=km | 키르스텐 카를센 | 46:56.2 | 32   |

## 참조
- 올림픽 공식 결과 보관됨 2012-02-04 - 웨이백 머신